# 长序球冠远志
长序球冠远志（学名：Polygala globulifera var. longiracemosa）为远志科远志属下的一个变种。